# Eatonina laurensi
Eatonina laurensi is een slakkensoort uit de familie van de Cingulopsidae. De wetenschappelijke naam van de soort werd in 1991 voor het eerst geldig gepubliceerd door Robert Moolenbeek en Marien J. Faber.